# Station Twardawa
Station Twardawa is een spoorwegstation in de Poolse plaats Twardawa.